# Whately
Whately és una població dels Estats Units a l'estat de Massachusetts. Segons el cens del 2000 tenia 1.573 habitants.

## Demografia
Segons el cens del 2000, Whately tenia 1.573 habitants, 629 habitatges, i 425 famílies. La densitat de població era de 30,1 habitants/km².
Dels 629 habitatges en un 29,6% hi vivien nens de menys de 18 anys, en un 55,6% hi vivien parelles casades, en un 7,2% dones solteres, i en un 32,4% no eren unitats familiars. En el 23,5% dels habitatges hi vivien persones soles el 8,6% de les quals corresponia a persones de 65 anys o més que vivien soles. El nombre mitjà de persones vivint en cada habitatge era de 2,48 i el nombre mitjà de persones que vivien en cada família era de 2,96.
Per edats la població es repartia de la següent manera: un 21,8% tenia menys de 18 anys, un 6,1% entre 18 i 24, un 30,2% entre 25 i 44, un 29,6% de 45 a 60 i un 12,3% 65 anys o més.
L'edat mediana era de 41 anys. Per cada 100 dones de 18 o més anys hi havia 101,3 homes.
La renda mediana per habitatge era de 58.929 $ i la renda mediana per família de 66.488$. Els homes tenien una renda mediana de 45.208 $ mentre que les dones 28.177$. La renda per capita de la població era de 27.826$. Entorn de l'1,8% de les famílies i el 3% de la població estaven per davall del llindar de pobresa.